# Hadennia purpurea
Hadennia purpurea är en fjärilsart som beskrevs av Warren. Hadennia purpurea ingår i släktet Hadennia och familjen nattflyn. Inga underarter finns listade i Catalogue of Life.